# Friedrich Wilhelm von Steuben
Pour les articles homonymes, voir Steuben.
Friedrich Wilhelm Rudolf Gerhard August von Steuben, Freiherr (baron) von Steuben, (17 septembre 1730 – 28 novembre 1794) est un officier prussien qui, passé au service du roi de France Louis XVI, a combattu durant la guerre d'indépendance des États-Unis aux côtés de George Washington. On lui doit d'avoir inculqué aux troupes américaines les fondements de la discipline militaire, notamment par le biais des exercices.

## Ses origines
Steuben est né à Magdeburg en Prusse. Son père, Wilhelm August von Steuben (1699-1783), est lieutenant-ingénieur. Friedrich accompagne son père en Russie impériale lorsque ce dernier est mis au service de la tsarine Anne Ire de Russie par Frédéric II, roi de Prusse et prince-électeur de Brandebourg. Après l'accession au trône de Frédéric II, Steuben retourne en Allemagne avec son père en 1740.
Il passe donc ses premières années en Russie, mais sa famille retourne vers le Saint-Empire romain germanique alors qu'il n'a que 10 ans. Il suit l'enseignement des jésuites à Breslau et devient officier à l'âge de 17 ans. Durant la guerre de Sept Ans, il est membre d'une unité d'infanterie mais également un officier d'état-major. Plus tard, il devient même officier d'état-major général, servant périodiquement en Russie. Son service est alors suffisamment apprécié pour qu'il reçoive par la suite un poste au sein des quartiers généraux de Frédéric II. Son expérience en tant qu'officier d'état-major général dans l'armée Prussienne lui donna alors un savoir qui était inconnu des armées britannique et française de l'époque. Sa formation apporterait par la suite aux soldats américains les connaissances techniques nécessaires pour créer une armée.

## À la recherche d'un poste

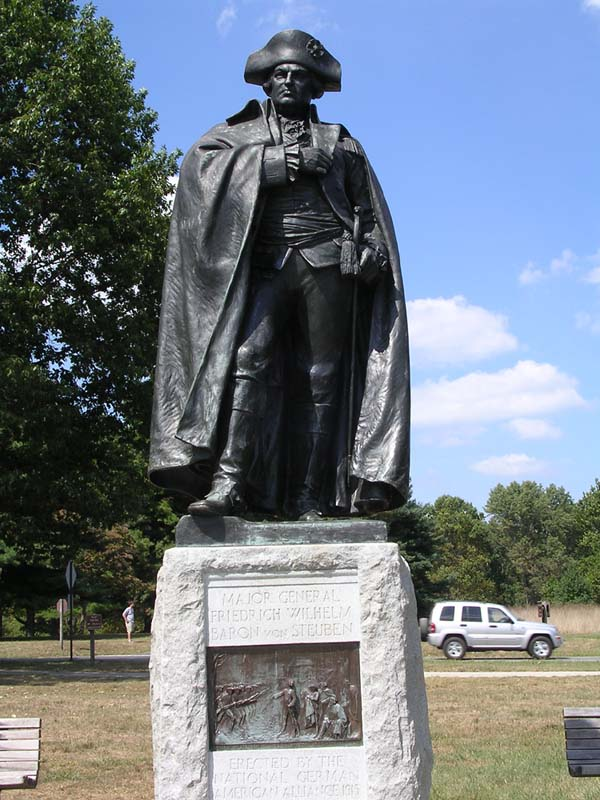
Statue de Steuben à Valley Forge.

À l'âge de 33 ans, en 1763, Steuben est déchargé de ses fonctions de capitaine pour des raisons qui restent spéculatives. L'année suivante il reçoit le titre de Baron lorsqu'il devient chambellan à la cour de justice des princes d'Hechingen, une branche catholique de la maison de Hohenzollern. Il est le seul courtisan à accompagner son prince voyageant incognito en France en 1771, celui-ci espérant pouvoir emprunter de l'argent. N'ayant pas réussi à trouver des fonds, ils retournent en Allemagne en 1775, couverts de dettes. Voulant trouver un regain de fortune, Steuben cherche un poste au sein d'armées étrangères telles que celles de la maison de Habsbourg-Lorraine, de Bade ou de France. Il découvre alors que Benjamin Franklin se trouve à Paris et que probablement il pourrait obtenir un emploi au sein de l'armée continentale en Amérique.
Steuben voyage vers Paris au cours de l'été 1777. La chance le rattrape alors, car il est admis au service du roi de France par le ministre de la Guerre français Claude-Louis, comte de Saint-Germain, qui réalise tout le bénéfice que pourrait apporter un officier d'état-major prussien. Steuben est alors introduit auprès du général Washington au moyen d'une lettre de Franklin comme « lieutenant-général au service du roi de Prusse », ce qui était assez exagéré par rapport à sa condition réelle. Il se fait avancer des fonds et quitte l'Europe depuis Marseille. Le 26 septembre 1777, il arrive à Portsmouth, New Hampshire et le 1er décembre, il se divertit à Boston. Le congrès a alors lieu à York, en Pennsylvanie et Steuben, après s'être fait congédier de Philadelphie durant l'hiver, est parmi eux le 5 février 1778. Ils acceptent ses services en tant que volontaire sans solde dans un premier temps et le 23 du même mois Steuben se présente au rapport auprès du général Washington à Valley Forge. Il ne parlait pas un mot d'anglais mais son niveau de français était suffisant pour qu'il puisse communiquer avec plusieurs des officiers. L'aide de camp de Washington, Alexander Hamilton, ainsi que le général-major Nathanael Greene furent d'un grand secours à ce sujet. Les deux hommes assistèrent Steuben dans la création d'un programme d'entraînement qui reçut l'approbation du commandant en chef en mars.
En 1780, il participe à la cour martiale jugeant John André, un officier de l'armée britannique convaincu d'espionnage. L'année suivante, il prend part, en tant que général-major, au siège de Yorktown en Virginie. Après la guerre, il reçoit des concessions de terrain dans plusieurs états et finalement le Congrès lui octroie une pension de 2400 $. Il devient citoyen américain en 1783. Steuben, que plusieurs historiens croient homosexuel, ne s'est jamais marié et donna sa terre à ses deux assistants qui vivaient avec lui. Lorsqu'il est parti en Amérique, en 1777, ses relations avec de jeunes garçons commençaient à être connues en Prusse, ce qui l'a sans doute poussé à changer d'environnement.

## Les techniques d'entraînement de l'armée continentale
Il est considéré comme l'un des pères fondateurs de l'US Army. Steuben avait le titre d'inspecteur général : il rédigea un manuel de tactique pour cette armée en formation, remodela son organisation, constitua un encadrement efficace, et améliora sa discipline. Beaucoup de ses avancées vers une structure militaire cohérente sont encore valides de nos jours.
La technique d'entraînement de Steuben consistait à créer une « compagnie modèle », un groupe de 100 hommes sélectionnés, qui agirait successivement dans chaque brigade. La personnalité éclectique de Steuben contribua à augmenter son aura. Il dirigea l'entraînement des soldats qui à ce moment-là étaient vêtus de manière hétéroclite, déficients en matière d'uniforme, et juraient entre eux en allemand ou en français. Lorsqu'il s'aperçut qu'il arrivait à une certaine limite, il recruta le capitaine Benjamin Walker, son aide qui parlait français, pour pouvoir l'aider à haranguer les troupes en anglais.
Ses méthodes d'instruction donnent une impression familière, ce qui est compréhensible lorsque l'on sait que ce qui est fait de nos jours découle de son enseignement. Pour corriger le fait que de nouvelles recrues étaient insérées dans des unités sans avoir subi un entraînement au préalable, Steuben introduit un système d'entraînement progressif, qui commence avec l'école du soldat, avec et sans armes, et se poursuit à l'école du régiment. Chaque commandant de compagnie est responsable de l'entraînement des nouvelles recrues, mais l'instruction en tant que telle est réalisée par les meilleurs sergents.
La guerre au XVIIIe siècle était assez simple une fois la bataille engagée. Il s'agissait d'un combat rapproché, fait de salves successives, et où la rapidité de feu était d'une importance majeure. La précision l'était encore plus. Pour que ces deux capacités soient acquises par les troupes, il fallait que le cycle de chargement et de feu de l'arme soit répété à l'entraînement jusqu'à ce qu'il devienne automatique. Ce cycle se décompose en huit temps et quinze mouvements :
- Fire! Un mouvement.
- Half-Cock - Firelock! Un mouvement.
- Handle - Cartridge! Un mouvement.
- Prime! Un mouvement.
- Shut - Pan! Un mouvement.
- Charge with Cartridge! Deux mouvements.
- Draw - Rammer! Deux mouvements.
- Ram down - Cartridge! Un mouvement.
- Return - Rammer! Deux mouvements.

Pour autant qu'elles puissent paraître compliquées, ces nouvelles instructions étaient bien plus simples que celles utilisées par les autres armées de l'époque et donc augmentaient la vitesse de feu de manière significative. L'essence même du combat durant cette guerre était un affrontement entre deux lignes rapprochées, dans lequel celle qui gagnait était en général la ligne qui effectuait une première salve, en essuyait une en retour et rechargeait plus rapidement que l'ennemi pour tirer de nouveau. Dès qu'un individu savait manier son mousquet, on le plaçait dans un groupe de trois, puis dans un groupe de douze, et ensuite commençaient les manœuvres en groupe. Un effort particulier était fait sur ces exercices d'alignement car une bonne formation était garante d'une efficacité accrue lors des salves.
Un autre programme mis en place par Steuben consistait à installer des sanitaires dans le camp. Le standard qui découla de ce programme restera la norme pendant plus d'un siècle et demi. Avant cela, il n'y avait aucune disposition particulière, les hommes se soulageant là où ils le voulaient. Lorsqu'un animal mourait, il était débarrassé de sa viande et les restes étaient laissés à l'abandon. Steuben conçut un plan d'installation dans lequel des quartiers étaient construits pour le commandant, les officiers, ainsi que pour les hommes du rang. Cuisines et latrines se trouvaient à l'opposé les unes des autres, ces dernières se situant en aval.
Mais peut-être que la plus grande contribution de Steuben à la révolution américaine fut l'entraînement à l'utilisation de la baïonnette. Depuis la bataille de Bunker Hill, les Américains étaient devenus trop dépendants de leurs munitions pour remporter la victoire. Pendant les premières années de la guerre, ils utilisent leur baïonnette comme ustensile de cuisine ou outil plutôt que comme arme de combat. L'introduction des charges à la baïonnette comme tactique de guerre devient alors cruciale. À la bataille de Stony Point (en), les soldats américains sous les ordres du général Anthony Wayne attaquèrent un avant-poste britannique avec des fusils non chargés et remportèrent la victoire, en se fondant sur l'entraînement prodigué par Steuben.

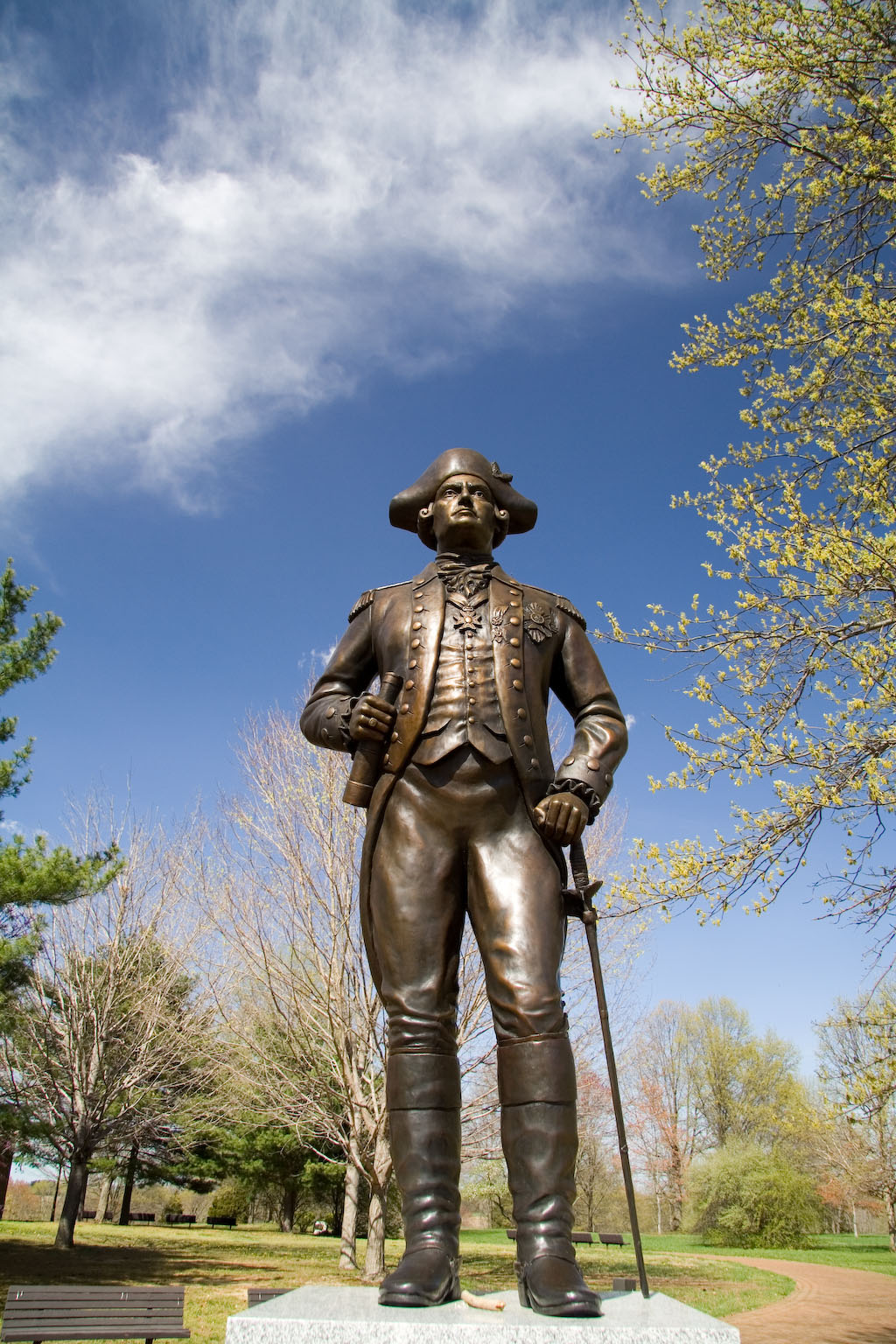
Statue de Steuben à Monmouth dans le parc de Battlefield.

Les premiers résultats de ces entraînements sont visibles dès le 20 mai 1778 à Barren Hill ainsi qu'à Montmouth jusqu'au 28 juin. Washington recommande alors Steuben pour un poste d'inspecteur général le 30 avril, ce que le Congrès approuve le 5 mai. Steuben, qui servait alors au sein du quartier général de Washington durant l'été 1778, fut le premier à percevoir que l'ennemi se dirigeait vers Montmouth. Pendant l'hiver 1778-1779, il rédige Regulations for the Order and Discipline of the Troops of the United States (« Règles d'ordre et de discipline des troupes des États-Unis ») aussi connu sous le nom de Blue book (« Livre bleu »). Le plan qu'il avait conçu à Valley Forge servit de base à cet ouvrage.
L'hiver suivant (1779-1780), sa commission représentait Washington au Congrès sur les questions relatives à la réorganisation de l'armée. Plus tard, il voyage en compagnie de Nathanael Greene, le nouveau commandant de la Campagne du Sud. Il prend ensuite ses quartiers en Virginie, car cet état centralise les assignations de matériel et d'hommes pour l'ensemble de l'armée. Steuben participe aussi à la Campagne du Sud au cours de l'été 1781, avec comme point culminant la livraison de 450 soldats de Virginie à La Fayette en juin. Par la suite, il est obligé de prendre un congé maladie, ne rejoignant l'armée que pour la campagne finale de Yorktown, où il assume le commandement d'une des trois divisions de Washington. Il aide également ce dernier lors de la démobilisation de l'armée en 1783 ainsi qu'à la conception du plan de défense de la nouvelle nation. Il devient citoyen américain par un acte législatif de Pennsylvanie en mars 1784 (et plus tard par les autorités de New-York en juillet 1786). Il prend sa retraite de l'armée avec les honneurs le 24 mars 1784.
Il établit sa résidence à New-York où il devient une figure notable et patriarche de l'église protestante allemande. Ses capacités de gestionnaire étant limitées, il se retrouve une fois de plus en difficulté financière. La raison première en est qu'il vivait dans la perspective de recevoir la pension que lui avait accordé le gouvernement des États-Unis, mais qui ne se réalisa qu'en juin 1790, date à laquelle il reçut une pension annuelle de 2 500 $. Ses problèmes financiers n'ont été aplanis que grâce à l'aide d'Alexander Hamilton et d'autres amis qui réussirent à lui obtenir une hypothèque « avantageuse » sur sa propriété de New York d'environ 16 000 acres (65 km2). Il meurt célibataire en 1794, laissant sa propriété à ses deux anciens assistants, William North et Benjamin Walker.

## Honneurs et distinctions
- Le Von Steuben Day est un jour férié en septembre aux États-Unis. Il peut avoir lieu le 17, 19 ou le 24 de ce mois. Ce jour est souvent considéré comme l'événement germano-américain de l'année. Les participants marchent, dansent, mettent des costumes et jouent de la musique. Il y a une parade sur la cinquième avenue et un festival sur Central Park. La Steubenparade a lieu depuis 1957 à New York.
- Un rapport de la visite en Amérique de plusieurs membres de sa famille est disponible ici Baron Von Steuben (en anglais).
- Le nom de Steuben a également été donné à plusieurs navires de guerre. Durant la Première Guerre mondiale, le navire de ligne allemand Kronprinz Wilhelm a été rebaptisé USS Baron von Steuben après sa capture. Au cours de la Seconde Guerre mondiale, le Dampfschiff Steuben, paquebot de luxe reconverti en transport de troupes, est torpillé en février 1945 en mer Baltique, entraînant la mort des milliers de réfugiés et blessés à son bord, alors qu'ils fuyaient la province de Prusse-Orientale envahie par l'Armée Rouge. Pendant la guerre froide, un sous-marin de l'US Navy fut également baptisé de son nom, l’USS Von Steuben.
- Plusieurs lieux aux États-Unis portent le nom de Steuben, la plupart en son honneur. Par exemple, le comté de Steuben dans l'État de New York, le comté de Steuben dans l'Indiana, et la ville de Steubenville dans l'Ohio.
- Le Von Steuben Metropolitan Science Center (en) est une école publique à Chicago dans l'Illinois.
- Steuben est un des quatre chefs militaires étrangers ayant servi la cause de la révolution américaine à avoir une statue dans le square Lafayette, juste au nord de la Maison-Blanche à Washington.
- Une maison lui ayant été donnée en reconnaissance de ses services dans l'armée continentale, la Steuben House (en), se trouve à River Edge dans le New Jersey. Appartenant à l'origine à une famille loyaliste, la maison et les terres environnantes ont été saisies en 1781. Le tout a été acheté par le comté de Bergen, New Jersey, en 1928 pour 9 000 $ et préservé comme monument national et musée public. La zone autour de la maison est utilisée comme terrain pour des reconstitutions des guerres révolutionnaire et civile.

## Anecdotes
Selon sa volonté, exprimée dans son testament, il fut enveloppé dans son manteau, placé dans un simple cercueil de bois, et mis en terre sans pierre et sans inscription pour indiquer le lieu de sépulture. Il reposait depuis de longues années dans un bocage épais près de sa maison, lorsque ses cendres furent menacées de profanation, par l'ouverture d'une route publique à travers sa propriété. Le colonel Walker, son ancien ami, s'empressa de les recueillir, et les habitants de Steubenville et du comté d'Oneida, résolurent de les enfermer dans un monument à sa gloire.